# Liste der osttimoresischen Botschafter in China

Die Volksrepublik China und Osttimor

Diese Liste führt die osttimoresischen Botschafter in der Volksrepublik China auf.

## Hintergrund
Im  Gebäude der Associação Comercial Chinesa in Dili war bis 1975 auch das Konsulat der Republik China untergebracht. Portugal hatte damals mit ihr diplomatische Beziehungen.
Die Volksrepublik China war einer von zwölf Staaten, die bereits die am 28. November 1975 ausgerufene Demokratische Republik Osttimor anerkannte. China unterstützte Osttimor auch gegen die indonesische Besetzung, die nur neun Tage nach der Ausrufung der Unabhängigkeit folgte. Nachdem Osttimor am 20. Mai 2002 seine Unabhängigkeit wieder erlangte, war die Volksrepublik der erste Staat, die das neue Land anerkannte. Osttimor hat eine einheimische chinesische Minderheit. Außerdem arbeiten einige Tausend Bürger der Volksrepublik in Osttimor. Die Osttimoresen in China sind hauptsächlich Studenten.
Im Dezember 2004 eröffnete Leonor Cardoso Mendes Mota die neue Botschaft Osttimors in Peking. Sie befindet sich im 203B Dong Wai Diplomatic Office Building, Chao Yang District.
| Name                       | Bild     | Amtszeit               | Anmerkungen                                                     |
| Osttimor                   | Osttimor | Osttimor               | Osttimor                                                        |
| -------------------------- | -------- | ---------------------- | --------------------------------------------------------------- |
| Leonor Cardoso Mendes Mota |          | 2004–2005              | Charge d' affairs                                               |
| Olímpio Miranda Branco     |          | 8. September 2005–2011 |                                                                 |
| Vicky Fun Ha Tchong        |          | 15. Februar 2011–2015  | Ernennung: 26. November 2010; Akkreditierung: 15. Februar 2011  |
| Bendito Freitas            |          | 2016–2020              | Ernennung: 19. November 2015; Akkreditierung: 29. Februar 2016. |
| Abrão dos Santos           |          | 2020–2023              | Ernennung: 28. Januar 2020                                      |
| Loro Horta                 |          | seit 2023              | Ernennung: 24. Oktober 2023                                     |